# Aliança (taxonomia)
Uma aliança é um agrupamento informal usado na taxonomia biológica. O termo "aliança" não é uma classificação taxonômica definida em nenhum dos códigos de nomenclatura. É usado para qualquer grupo de espécies, gêneros ou tribos às quais os autores desejam se referir, que em algum momento foram provisoriamente considerados parentes próximos.
O termo é frequentemente usado para um grupo que os autores estão estudando em mais detalhes a fim de refinar a taxonomia complexa. Por exemplo, um estudo de filogenética molecular da Aerides – Vanda Alliance (Orchidaceae: Epidendroideae) confirmou que o grupo é monofilético e esclareceu quais espécies pertencem a cada um dos 14 gêneros. Em outros grupos de orquídeas, as várias alianças que foram definidas não correspondem bem aos clados.
Historicamente, alguns autores botânicos do século 19 usaram aliança para denotar grupos que agora seriam considerados ordens. Esse uso agora está obsoleto e o ICN (Artigo 17.2) especifica que esses táxons são tratados como ordens.